# Aphanapteryx
Aphanapteryx is een uitgestorven geslacht van vogels uit de familie van de rallen, koeten en waterhoentjes (Rallidae). De wetenschappelijke naam van het geslacht is voor het eerst geldig gepubliceerd in 1868 door Frauenfeld.

## Soorten
De volgende soorten zijn bij het geslacht ingedeeld:
- † Aphanapteryx bonasia – Rode ral